# Carl von Ghega
Carl Ritter von Ghega (født Carlo Ghega 10. januar 1802 i Venedig, død 14. marts 1860 i Wien) var en østrigsk ingeniør og bygmester for Semmeringbahn fra Gloggnitz til Mürzzuschlag i Østrig.

## Liv
Carlo Ghega blev født af albanske forældre i Venedig. Oprindelig skulle han være marineofficer som sin far, men det viste sig hurtigt, at hans matematiske begavelse var større end hans kærlighed til havet. Efter at have været i det kejserlige militærkollegium begyndte han som 15-årig at studere på universitetet i Padova, hvor han efter et år erhvervede sit diplom som ingeniør og arkitekt. Et år senere fik han som 17-årig en doktortitel i matematik. Sin løbebane som ingeniør begyndte han med at bygge vej- og vandanlæg i Venedig. Han deltog blandt andet i bygningen af Strada d’Alemagne – vejen fra Treviso til Cortina d'Ampezzo. I 1833 offentliggjorde han sin første fagbog. I perioden fra 1836 til 1840 var han byggeleder for delstrækningen mellem Lundenburg og Brünn på Kaiser-Ferdinand-Nordbahn nord for Wien i Østrig.
Under denne periode (1836 – 1837) studerede han også jernbanevidenskab i England og andre europæiske lande. I 1842 blev Ghega ansvarlig planlægger for den kommende sydlige statslige jernbaneforbindelse fra Wien til Triest, hvilket afstedkom en studierejse til Amerika. Den viden han opnåede herfra resulterede ikke blot i planlægningen og bygningen af Semmeringbahn, men også i to publikationer. Ghega offentliggjorde de fleste af sine skrifter både på tysk, italiensk og fransk.
Efter hans hjemkomst til det statslige jernbaneselskab blev han beskæftiget med etablering af en sydlig banelinie fra Mürzzuschlag via Graz til Triest. Etableringen af banen over Semmering blev af mange samtidige betegnet som teknisk kostbar eller ligefrem en umulighed. Men allerede i 1844 fremlagde han en plan for at overvinde Semmering, som benyttede normale lokomotiver uden brug af tandhjul eller tov. Endnu inden byggeriet overhovedet var besluttet, begyndte Ghega at konstruere lokomotiver, der kunne overvinde stigningerne. Bygningen af Semmeringbahn blev påbegyndt i 1848. Allerede før færdiggørelsen blev ingeniøren udnævnt til ridder i 1851. Carl Ritter von Ghega projekterede i årene 1853/1854 et jernbanenet for det samlede habsburgske monarki, og han blev i de følgende år engageret til at projektere jernbanestrækninger i Transylvanien, men han fuldførte ikke projektet, da han i 1860 døde af tuberkulose. I 1858 blev den sidste jernbane i donaumonarkiet privatiseret, og et halvt år senere blev Ghegas arbejdsplads nedlagt. Hans i offentligheden ukendte liv gav stof til fem romaner og talrige myter.

## Værker
- Die Baltimore-Ohio Eisenbahn über das Alleghany-Gebirg mit besonderer Berücksichsitung der Steigungs- und Krümmungsverhältnisse. – Wien: Kaulfuß Prandel, 1844
- Dell' Ottanto a diottra: Stromento geodetico per tracciare in pianta l’andamento delle curve circolari. – Venedig: Merlo, 1833
- Malerischer Atlas der Eisenbahn über den Semmering. – Wien: Gerold, 1854
  - Bd. 1: Text
  - Bd. 2: Atlas
- Über nordamerikanischen Brückenbau und Berechnung des Tragvermögens der Howe'schen Brücken. – Wien: Kaulfuss Prandel, 1845.
- Uebersicht der Hauptfortschritte des Eisenbahnwesens in dem Jahrzehende 1840–1850, und die Ergebnisse der Probefahrten auf einer Strecke der Staatsbahn ueber den Semmering in Oesterreich. – Wien: Sollinger, 1853